# モーガン・ル・フェイ

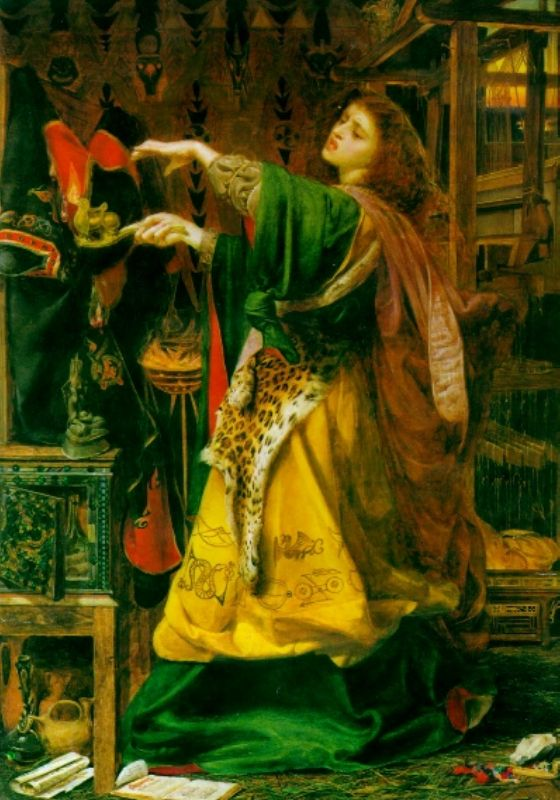
フレデリック・サンズの1863年と1864年の間の絵画『モーガン・ル・フェイ』。バーミンガム美術館所蔵。

モーガン・ル・フェイ（英語: Morgan le Fay）は、アーサー王物語に登場する女性。多くの作品で、アーサー王の異父姉にして魔女として知られる。

## 名称
モーガン・ル・フェイは現代英語読みで、古い読みではモルガン・ル・フェという。その呼称は『妖精モルガン』という意味。「大いなる女王」の意味を持つケルト神話の女神・モリガンと同一視される。ケルトでは、三相一体の三は聖なる数字とされており、三がさらに三つある九は究極の数字とされ、九姉妹（詳しくは九人の魔女を参照のこと）の長女として、モルガン・ル・フェを扱っている。
イタリアではファタ・モルガーナ（Fata Morgana）と呼ばれ、彼女がメッシナ海峡に作り出した蜃気楼が船乗りを惑わせ船を座礁させてしまう伝説が残されている。

## 魔女として

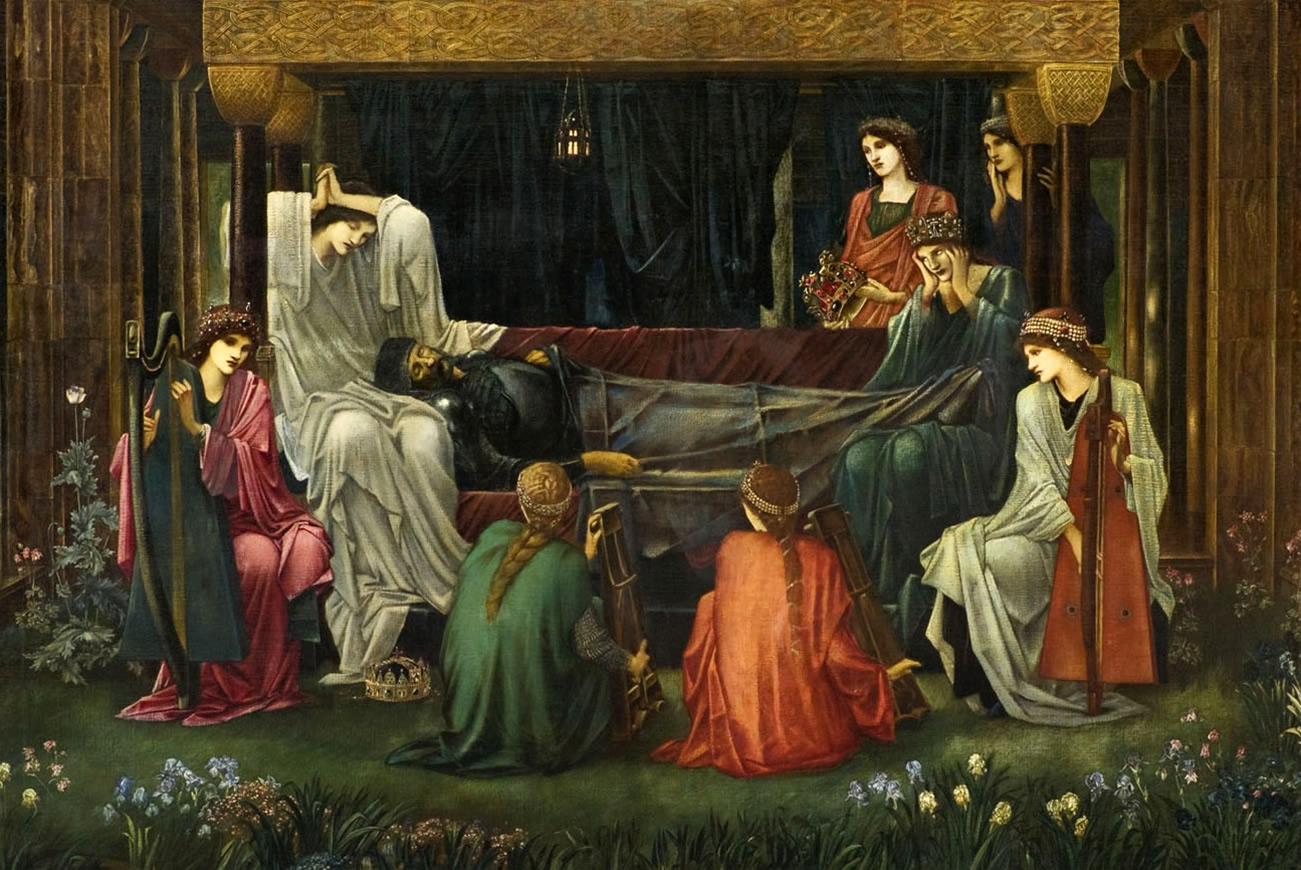
エドワード・バーン＝ジョーンズの1898年の絵画『アーサー王の最後の眠り』の細部。ポンセ美術館所蔵。
重傷を負ったアーサー王とアヴァロンを統治する姉妹たち。

### 『マーリンの生涯』（Vita Merlini）
モーガン（モルゲンや妖精モルガナ）に関連する初出の文献。
伝説の林檎の島・アヴァロンを統治する九姉妹の長姉で、他の姉妹よりもずっと美しく、役立つ知識・医術・美しい声を持つ歌姫。変身能力があり、ダイダロスのように翼を使って空を飛翔できた。他の姉妹に学問を教えた。タリエシンも随行した船で、カムランの戦いで重傷を負ったアーサー王をブリトン人らの助けを借りてアヴァロンへ連れて行った後、部屋を用意し、アーサー王を金のベッドに寝かし、治癒の力で治癒した。

### 『散文ラーンスロット』（Prose Lancelot）
12世紀末モーガンにはアーサーの姉という出自が加えられ、シトー派の修道僧により書かれた『散文ラーンスロット』では弟のアーサーとの近親相姦などのネガティブな要素が追加された。

### 『アーサー王の死』（Le Morte d'Arthur）
15世紀後半以降の文献。黒魔術を使う邪悪な魔女へ変更され、ティンタジェル公ゴルロイスとその妻イグレインとの間に生まれた三女の末娘とされた。
母イグレインがアーサーの父ユーサー・ペンドラゴンと再婚した後、キリスト教の修道院にて修行、魔術に通じ、修道院での堕落した教育で不思議な妖術を突然身に付け、異父弟アーサーの前に立ちはだかる。後に魔法使いマーリンは、彼女が魔力を磨くのを手伝い始める。
モルガンはアーサーの純粋な心を嫌悪し、アーサーとグィネヴィアの陥害と王位奪取を企むことを知り、アーサー王の最強の敵となる。円卓の騎士の一人、ランスロットの妻となるペレス王の娘エレイン姫の美しさを妬み、彼女を幽閉しランスロットを誘惑した。また、聖剣エクスカリバーの魔法の鞘（傷を癒す力と持つ者を不死にする力を誇る）をアーサーから盗み、恋人であるアコーロンに与えたことからアーサーがアコーロンを敵にまわして戦う窮地に陥った。後にモルガンが魔法の鞘を湖の中に投げ込んだが、これによってエクスカリバーはアーサーを守る不死の力を失い、やがてアーサーはモルゴース（モルガンの姉）との間の不義の子であるモルドレッドとの戦いで命を落とす事になる。作品によってはモルガンとモルゴースは同一人物として描かれる事もある。

### 『ガウェイン卿と緑の騎士』（Sir Gawain and the Green Knight）
1300年代後半の文献。「女神モルガン」と呼称され、グィネヴィアの女官と医師を担当。
王の甥ジオマールとの恋がグィネヴィアの阻止を受け入れた事で不成立に終わり、これが原因でグィネヴィアを憎んだ。後にグィネヴィアとランスロットの情事をアーサー王に密告する。また、緑の騎士をキャメロット城に送りグィネヴィアを恐怖で縛る（緑の騎士はモルガンの魔法により不死の身体を持つ緑の装束の謎の騎士。円卓の騎士を試すためアーサーたちの前に現れた）。
後に円卓の騎士のガウェインが自身の誘惑に屈しなかったため、彼を「女神の騎士」に変える。女神モルガンを象徴する五芒星と緑のベルトを身に付け、粗野で好色な自慢家として一生を終える。

## 巫女として
以上は、キリスト教説話としての性質も色濃く見られるアーサー王伝説の中での表現であるが、現代的な視点からは、ケルト人のドルイド信仰をはじめとするキリスト教以外の信仰に根ざした文化圏に属する民族と、キリスト教価値観との文化的な衝突を、モーガン（土着文化の民族）とアーサー（キリスト教に立脚した支配者）という二人の人物像に仮託した伝承であると見ることもできる。
伝承中ではアーサーは死に際し、キリスト教ではなく民族の王として、ドルイド信仰の伝説の聖地アヴァロンへと夜の湖の上を去っていくが、一説ではこの時アーサーを迎えに来た三人の妖精の女のうち、一人はモーガンであったとも語られる。湖の乙女のヴィヴィアン（Viviane）と同一の大女神から派生した女神といえそうである。
このような「古い文化圏の巫女」としてのモーガンの性質に注目してアーサー王伝説を捉え直したフィクションに、マリオン・ジマー・ブラッドリーのファンタジー小説『アヴァロンの霧』などがある。